# Kirsty Coventryová
Kirsty Leigh Coventryová (* 16. září 1983 Harare), anglicky celým jménem Kirsty Leigh Coventry Seward, je bývalá zimbabwská plavkyně, která byla jako první žena v historii olympijského hnutí (a také jako první zástupkyně afrického kontinentu) zvolena 20. března 2025 prezidentkou Mezinárodního olympijského výboru. Kirsty Coventryová převezme funkci po svém předchůdci Thomasi Bachovi 24. června 2025. Jedním z významných úkolů, kterými se bude muset zabývat, bude příprava letních olympijských her v Los Angeles v roce 2028, přičemž ji v té souvislosti čeká mimo jiné i jednání s americkým prezidentem Donaldem Trumpem.

## Účast na olympijských hrách
Jako závodnice se specializovala hlavně na znakařské a polohové závody. Kirsty Coventryová se poprvé zúčastnila letních olympijských her v roce 2000 na olympiádě v australském Sydney. Vzápětí poté získala stipendium na Auburn University v americké Alabamě, kterou absolvovala v roce 2005. Je držitelkou zlaté, stříbrné a bronzové olympijské medaile z her v Athénách v roce 2004, zlaté a tří stříbrných medailí z her v Pekingu v roce 2008, šestkrát vybojovala titul mistryně světa. Je čtrnáctinásobnou vítězkou Afrických her a držitelkou řady světových rekordů v plavání. V září 2018 se po pádu diktátora Roberta Mugabeho stala ministryní mládeže, sportu, umění a rekreace ve vládě zimbabwského prezidenta Emmersona Mnangagwy.

## Galerie

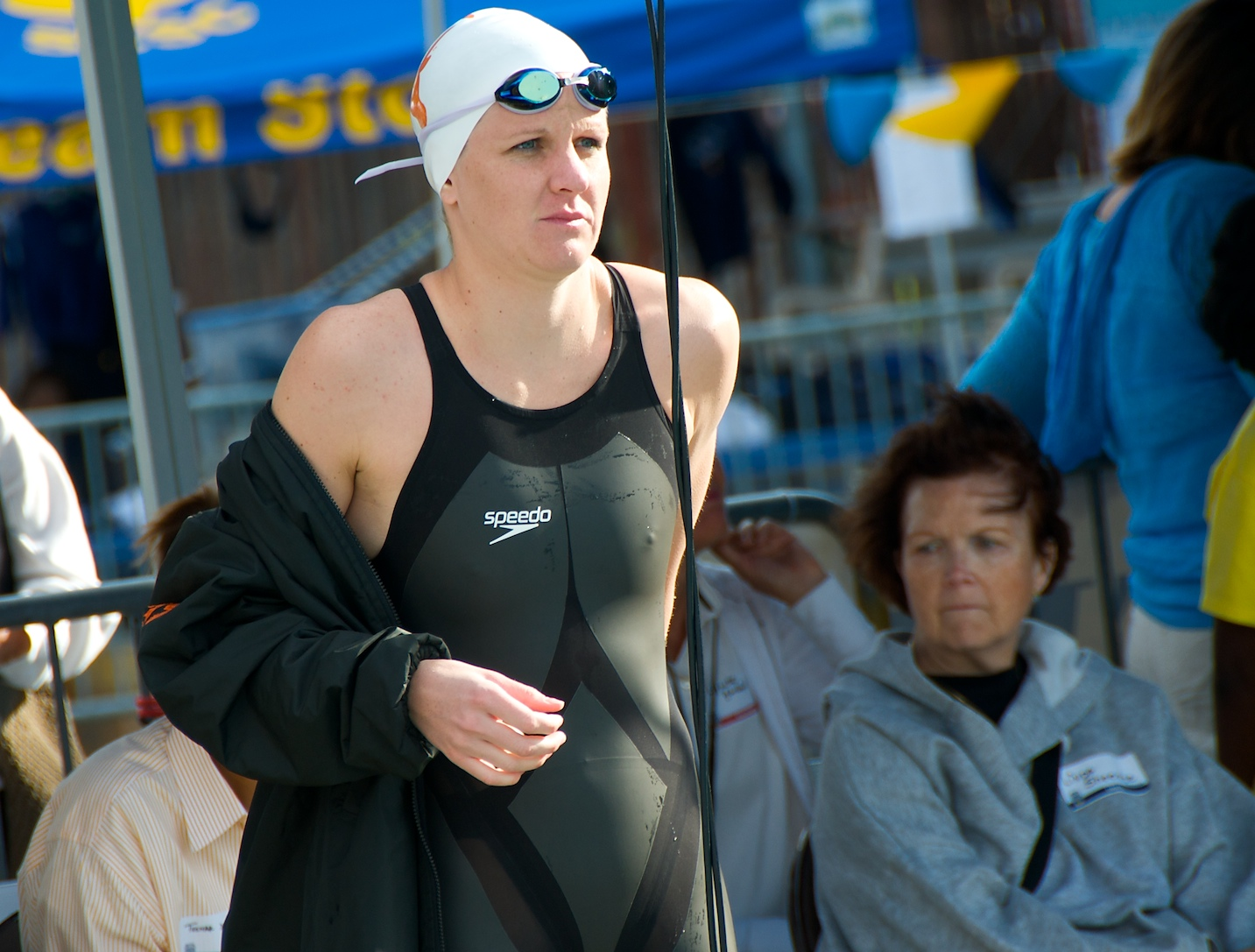
Jako účastnice mezinárodních závodů Santa Clara Grand Prix v roce 2009
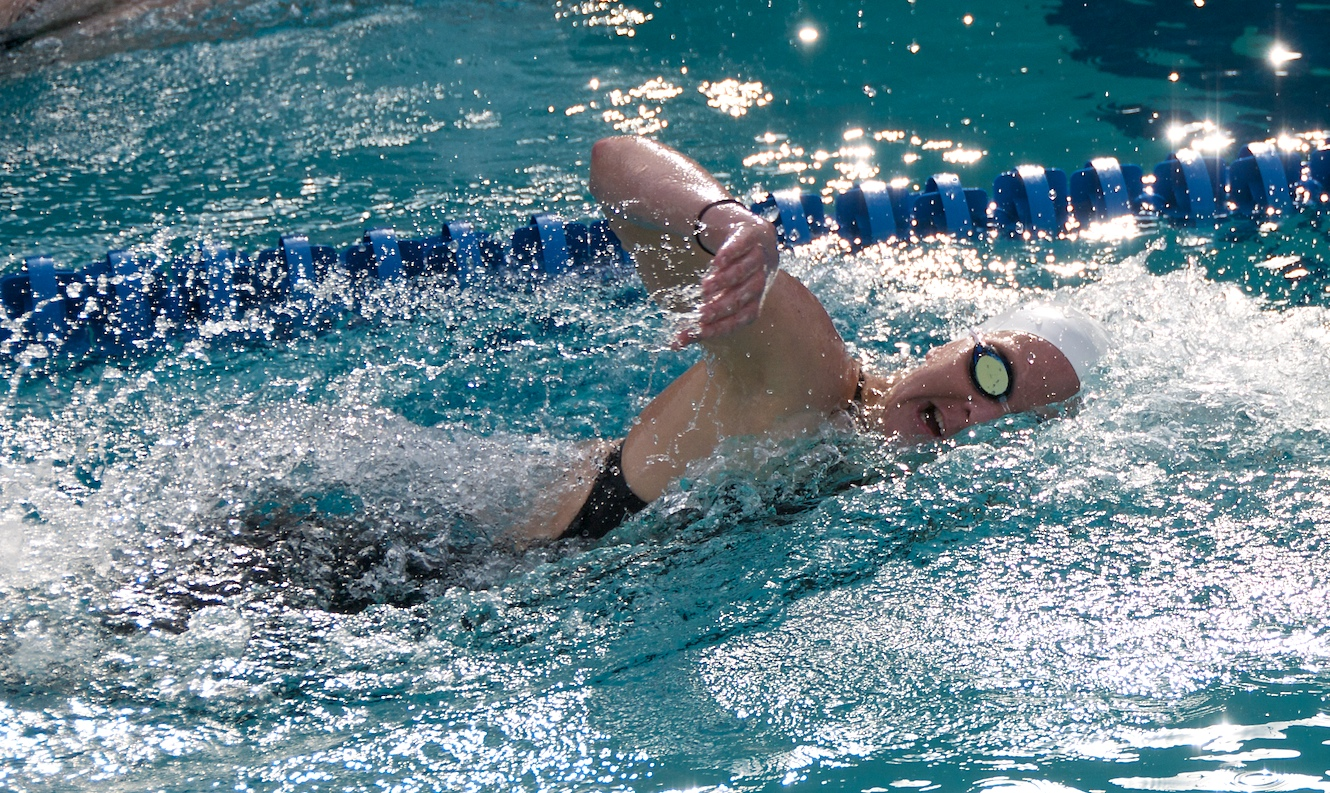
Během závodů v Santa Claře v roce 2009
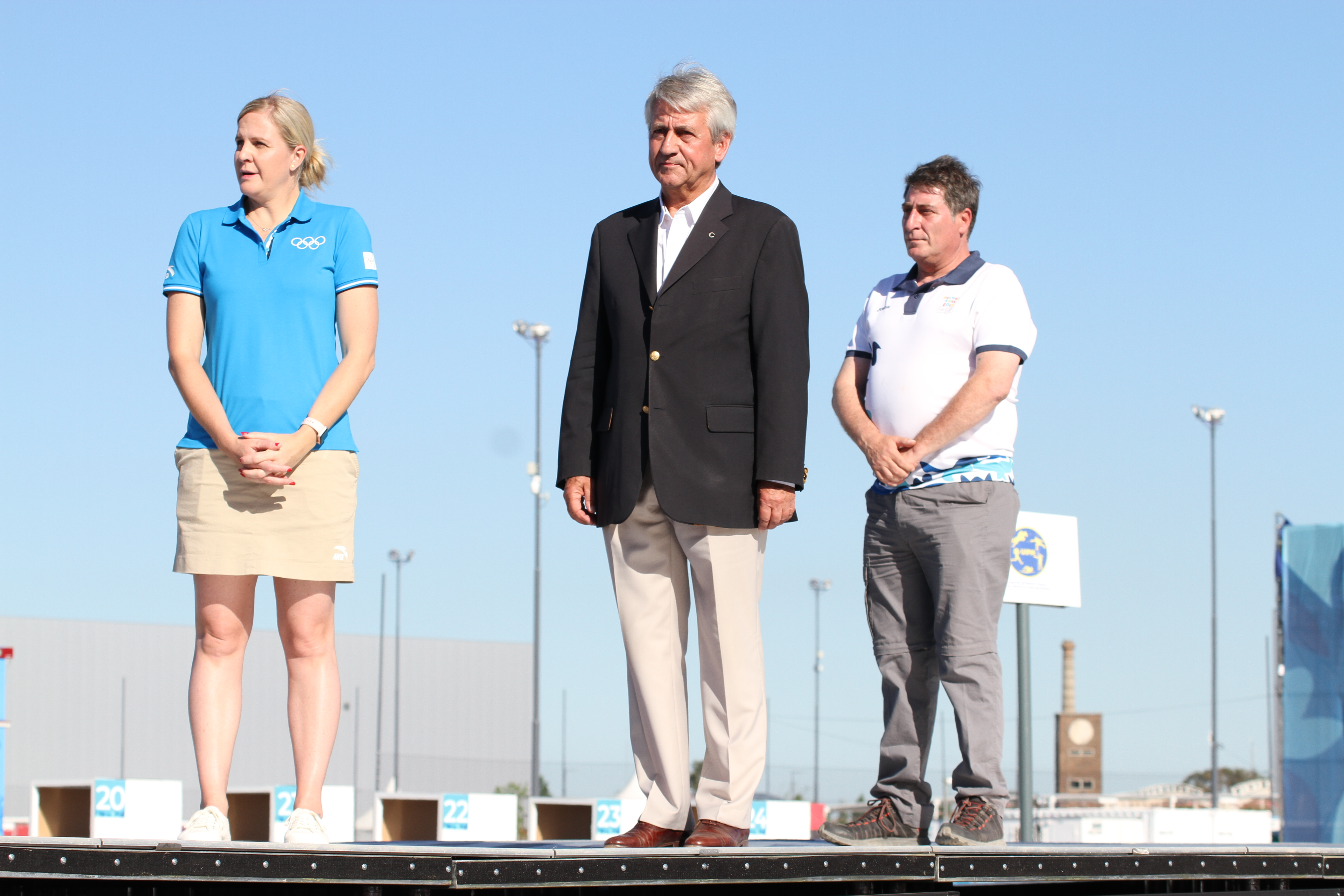
Na vyhlášení vítězů v moderním pětiboji na letní olympiádě mládeže v Buenos Aires (2018)